# Заря (Залегощенский район)
Заря — посёлок в Залегощенском районе Орловской области России. Входит в состав Моховского сельского поселения.

## География
Посёлок находится в центральной части Орловской области, в лесостепной зоне, в пределах центральной части Среднерусской возвышенности, на правом берегу реки Алёшни, на расстоянии примерно 22 километров (по прямой) к северо-западу от посёлка городского типа Залегощь, административного центра района. Абсолютная высота — 225 метров над уровнем моря.
Часовой пояс
Посёлок Заря, как и вся Орловская область, находится в часовой зоне МСК (московское время). Смещение применяемого времени относительно UTC составляет +3:00.

## Население
| 2010 |
| ---- |
| 0    |